# 더 링 (영화)
더 링(Jab Harry met Sejal, The Ring)은 인도에서 제작된 임티아즈 알리 감독의 2017년 코미디, 드라마, 멜로/로맨스 영화이다. 샤룩 칸 등이 주연으로 출연하였다.

## 출연

### 주연
- 샤룩 칸
- 아누쉬카 샤르마

### 조연
- 사야니 굽타
- 딜지트 도사니
- 크리스티나 머피
- 만조트 싱
- 안잔 스리바스타브